# 6266 Letzel
6266 Letzel este un asteroid din centura principală de asteroizi.

## Descriere
6266 Letzel este un asteroid din centura principală de asteroizi. A fost descoperit pe 4 octombrie 1986 la Observatorul Kleť de Antonín Mrkos. Asteroidul prezintă o orbită caracterizată de o semiaxă mare de 2,27 ua, o excentricitate de 0,18 și o înclinație de 5,2° în raport cu ecliptica.